# NGC 6820
NGC 6820 é uma nebulosa na direção da constelação de Vulpecula. O objeto foi descoberto pelo astrônomo Albert Marth em 1864, usando um telescópio refletor com abertura de 48 polegadas. 